# Polystichum hokurikuense
Polystichum hokurikuense är en träjonväxtart som beskrevs av Kurata. Polystichum hokurikuense ingår i släktet Polystichum och familjen Dryopteridaceae. Inga underarter finns listade.